# Syzygium endophloium
Syzygium endophloium är en myrtenväxtart som beskrevs av Bernard Patrick Matthew Hyland. Syzygium endophloium ingår i släktet Syzygium och familjen myrtenväxter.
Artens utbredningsområde är Queensland. Inga underarter finns listade i Catalogue of Life.